# Mistrzostwa Polski w Łucznictwie 2011
Mistrzostwa Polski w Łucznictwie 2011 – 75. edycja mistrzostw, która odbyła się w dniach 30 sierpnia – 2 września 2011 roku w WPKiW w Chorzowie.

## Medaliści

### Strzelanie z łuku klasycznego
| Konkurencja           | Złoto                                                                                | Srebro                                                         | Brąz                                                                      |
| Indywidualne mężczyzn | Jacek Proć (Strzelec Legnica)                                                        | Piotr Nowak (Karima Prząsław)                                  | Maciej Fałdziński (Stella Kielce)                                         |
| Indywidualnie kobiet  | Justyna Mospinek (Piątka Zgierz)                                                     | Natalia Leśnik (Łucznik Żywiec)                                | Aleksandra Ryba (Górnik Grabownica)                                       |
| Drużynowo mężczyzn    | Surma Poznań Aleksander Michalski Mikołaj Przymusiński Oskar Strecker Rafał Szanecki | Stella Kielce II Michał Detka Sebastian Bątor Tomasz Przepióra | Stella Kielce I Maciej Fałdziński Rafał Dobrowolski Mateusz Toborowicz    |
| Drużynowo kobiet      | Łucznik Żywiec Natalia Leśniak Paula Wyczechowska Wioleta Myszor Joanna Rząsa        | Piątka Zgierz Justyna Mospinek Aleksandra Róg Paulina Misztal  | Marymont Warszawa Maja Rejmer Paulina Tyszko Anna Grzelak Magdalena Rodak |
| Drużynowo mieszane    | Łucznik Żywiec II Natalia Leśniak Paweł Zarzecki                                     | Łucznik Żywiec I Wioleta Myszor Piotr Piątek                   | Stella Kielce I Anna Skłodowska Rafał Dobrowolski                         |

### Strzelanie z łuku bloczkowego
| Konkurencja            | Złoto                                                               | Srebro                                                                   | Brąz                                                                             |
| Indywidualnie mężczyzn | Konrad Wojtkowiak (niezrzeszony)                                    | Marcin Affek (Marymont Warszawa)                                         | Marcin Szemiot (Dolnoślązak Wrocław)                                             |
| Indywidualnie kobiet   | Anna Stanieczek (Orlik Goleszów)                                    | Magdalena Zarzycka (MGOKiS Dobczyce)                                     | Joanna Austyn-Gawryś (Marymont Warszawa)                                         |
| Drużynowo mężczyzn     | Łucznik Żywiec Witold Kijas Jerzy Więzik Łukasz Lach Józef Żołyniak | Dolnoślązak Wrocław I Bogusław Piekarski Marcin Szemiot Waldemar Worońko | Marymont Warszawa I Dariusz Gawryś Witold Madziar Marian Młynarczyk Marcin Affek |
| Miksty                 | Marymont Warszawa I Joanna Gawryś Dariusz Gawryś                    | Strzelec Legnica Justyna Mospinek Katarzyna Szałańska Krzysztof Gorczyca | Marymont Warszawa II Barbara Okońska Witold Madziar                              |